# Елізабет Ферріс (стрибунка у воду)
Елізабет Ферріс (англ. Elizabeth Ferris, 19 листопада 1940 — 12 квітня 2012) — британська стрибунка у воду.
Бронзова медалістка Олімпійських Ігор 1960 року.
Медалістка Ігор Співдружності 1958 року.
Переможниця літньої Універсіади 1961 року.